# 卢万河畔孔夫朗
卢万河畔孔夫朗（法語：Conflans-sur-Loing，法語發音：[kɔ̃flɑ̃ syʁ lwɛ̃]）是法国卢瓦雷省的一个市镇，位于该省东部略偏北，属于蒙塔日区。

## 地理
卢万河畔孔夫朗（47°57'9"N, 2°47'21"E）面积9.14 平方千米，位于法国中央-卢瓦尔河谷大区卢瓦雷省，该省份为法国中北部省份，北起埃松省，西北接厄尔-卢瓦省，西南接卢瓦-谢尔省，南至涅夫勒省和谢尔省，东临约讷省，东北接塞纳-马恩省。
与卢万河畔孔夫朗接壤的市镇（或旧市镇、城区）包括：阿米伊、科尔特拉、日莱诺南、蒙克雷松、韦尼松河畔莫尔芒、圣日耳曼德普雷。

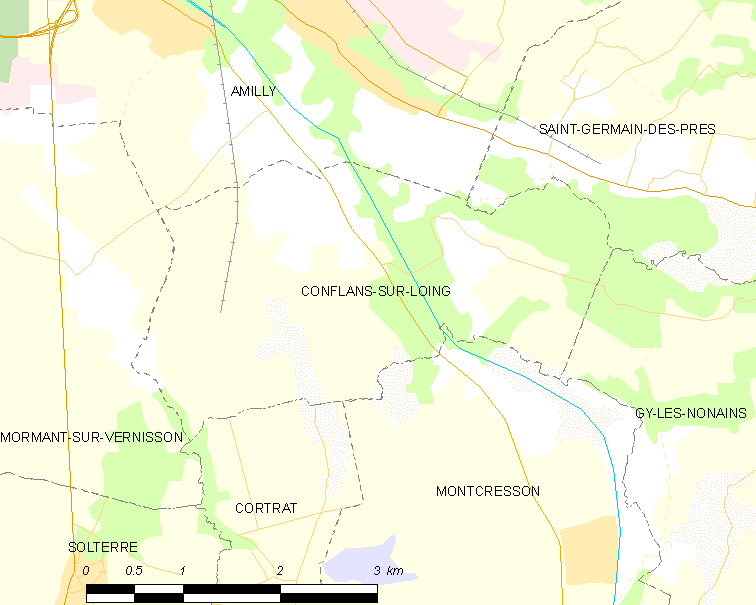
卢万河畔孔夫朗的OSM定位图

卢万河畔孔夫朗的时区为UTC+01:00、UTC+02:00（夏令时）。

## 行政
卢万河畔孔夫朗的邮政编码为45700，INSEE市镇编码为45102。

## 政治
卢万河畔孔夫朗所属的省级选区为卢万河畔沙莱特县。

## 人口

1962-2008年间卢万河畔孔夫朗人口变化图示

卢万河畔孔夫朗于2022年1月1日时的人口数量为362人。